# Cantó de Lure-Nord
El cantó de Lure-Nord és un cantó francès del departament de l'Alt Saona, situat al districte de Lure. Té 12 municipis i part del de Lure.

## Municipis
- Adelans-et-le-Val-de-Bithaine (part)
- Amblans-et-Velotte
- Bouhans-lès-Lure
- La Côte
- Franchevelle
- Froideterre
- Genevreuille
- Lure (part)
- Malbouhans
- La Neuvelle-lès-Lure
- Pomoy
- Quers
- Saint-Germain

## Història
| Data d'elecció                           | Identitat         | Partit                    | Qualitat |
| ---------------------------------------- | ----------------- | ------------------------- | -------- |
| 1945-1949                                | M. Morel          | app. PCF                  |          |
| 1949-1967                                | Maurice Georbes   | RPF                       |          |
| 1967-1973                                | Jacques Maroselli | radical, després MRG      |          |
| 1973-1992                                | Jean Hertz        | MRG                       |          |
| 1992-1998                                | Gilles Roy        | UDF                       |          |
| 1998-2011                                | Michel Federspiel | Divers gauche, després PS |          |
| 2011-                                    | Raoul Juif        | PS                        |          |
| les dades anteriors no són pas conegudes |                   |                           |          |
|                                          |                   |                           |          |